# Sverdrup Township
La Sverdrup Township è una township degli Stati Uniti d'America della contea di Otter Tail nello Stato del Minnesota. La popolazione era di 621 abitanti al censimento del 2010.
La Sverdrup Township fu organizzata nel 1878, e prende questo nome in onore di Georg Sverdrup, ex presidente dell'Augsburg College.